# Левитський Федір Прохорович
Фе́дір Про́хорович Леви́тський (Левицький; нар. 1869, Єлисаветград — пом. після 1926) — український оперний і камерний співак (бас), музичний критик, педагог.

## Життєпис
1892—1896 років навчався в Київському музичному училищі (клас Камілло Еверарді й Г. фон Матіса). Згодом удосконалював майстерність в Італії.
З 1893 — соліст оперної антрепризи Йосипа Я. Сєтова в Києві, у складі якої дебютував партією Германа/Ландграфа («Тангейзер» Р. Ваґнера).
1898—1999 років викладав сольний й хоровий спів в музичній школі A. Тальновського в Єлисаветграді.
1899—1904 — викладач музичних шкіл Д. фон Ресселя, Я. Кауфмана, жіночих гімназій (методика викладання співу, 8-й клас) в Одесі.
1904 працював лектором з методики викладання співу на курсах учителів у м. Ананьєві на Одещині.
1904—1913, 1918—1922 — викладач Полтавського музичного училища.
З 1907 займався музичною критикою, був рецензентом полтавських газет, зокрема «Полтавской речи» (1910—1913).
1923—1926 — викладач сольного співу Петроградської консерваторії.
Виступав на оперній сцені разом із B. Астаф'євою, О. Борисенком, М. Медведєвим.
Виконав партію Старого цигана в опері «Алеко» С. В. Рахманінова (перше виконання під диригуванням самого Сергія Рахманінова; Київ, 26 вересня 1893 року).
Серед учнів — Григорій Іванович Коваль, Георгій Никифорович Орлов, Л. Балановська, М. Коваленко.